# Regierung Van Acker II

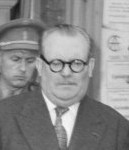
Premierminister Achille Van Acker

Die Regierung Van Acker II wurde als 50. Regierung am 2. August 1945 in Belgien durch Premierminister Achille Van Acker von der Sozialistischen Partei (PSB-BSP) gebildet und löste die Regierung Van Acker I ab. Sie befand sich bis zum 13. März 1946 im Amt und wurde dann durch die Regierung Spaak II abgelöst. Dem Kabinett gehörten fünf Minister der Sozialistischen Partei, sechs der Liberalen Partei (PL-LP), zwei der Kommunistischen Partei (PCB-KPB), zwei der Union Démocratique Belge (UDB) sowie drei parteilose Technokraten an.

## Minister
Dem Kabinett gehörten folgende Minister an:
| Amt                                      | Name                            | Partei      | Beginn der Amtszeit | Ende der Amtszeit |
| ---------------------------------------- | ------------------------------- | ----------- | ------------------- | ----------------- |
| Premierminister                          | Achille Van Acker               | PSB-BSP     | 02.08.1945          | 13.03.1946        |
| Minister für Steinkohle                  | Achille Van Acker               | PSB-BSP     | 02.08.1945          | 13.03.1946        |
| Außenminister                            | Paul-Henri Spaak                | PSB-BSP     | 02.08.1945          | 13.03.1946        |
| Minister für Außenhandel                 | Paul-Henri Spaak                | PSB-BSP     | 02.08.1945          | 13.03.1946        |
| Justizminister                           | Marcel Grégoire                 | UDB         | 02.08.1945          | 13.03.1946        |
| Innenminister                            | Adolphe Van Glabbeke            | PL-LP       | 02.08.1945          | 13.03.1946        |
| Minister für Volksgesundheit             | Albert Marteaux                 | PCB-KPB     | 02.08.1945          | 13.03.1946        |
| Minister für öffentlichen Unterricht     | Auguste Buisseret               | PL-LP       | 02.08.1945          | 13.03.1946        |
| Finanzminister                           | Franz De Voghel                 | Parteiloser | 02.08.1945          | 13.03.1946        |
| Landwirtschaftsminister                  | René Lefebvre                   | PL-LP       | 02.08.1945          | 13.03.1946        |
| Minister für öffentliche Arbeiten        | Herman Vos                      | PSB-BSP     | 02.08.1945          | 13.03.1946        |
| Wirtschaftsminister                      | Albert De Smaele                | Parteiloser | 02.08.1945          | 13.03.1946        |
| Minister für Arbeit und soziale Vorsorge | Léon-Éli Troclet                | PSB-BSP     | 02.08.1945          | 13.03.1946        |
| Minister für Verkehr und Kommunikation   | Ernest Rongvaux                 | PSB-BSP     | 02.08.1945          | 13.03.1946        |
| Verteidigungsminister                    | Léon Mundeleer                  | PL-LP       | 02.08.1945          | 13.03.1946        |
| Kolonialminister                         | Robert Godding                  | PL-LP       | 02.08.1945          | 13.03.1946        |
| Minister für Versorgung                  | Edgard Lalmand                  | PCB-KPB     | 02.08.1945          | 13.03.1946        |
| Minister für Kriegsopfer                 | Adrien van den Branden de Reeth | Parteiloser | 02.08.1945          | 13.03.1946        |
| Minister für Kriegsschäden               | Jacques Basyn                   | UDB         | 02.08.1945          | 13.03.1946        |
| Minister ohne Geschäftsbereich           | Paul Kronacker                  | PL-LP       | 02.08.1945          | 13.03.1946        |